# Provinz Florida
Florida ist eine Provinz im westlichen Teil des Departamento Santa Cruz im Tiefland des südamerikanischen Anden-Staates Bolivien.

## Lage
Die Provinz grenzt im Norden an die Provinz Ichilo, im Nordwesten an die Provinz Manuel María Caballero, im Südwesten an die Provinz Vallegrande, im Südosten an die Provinz Cordillera und im Osten an die Provinz Andrés Ibáñez.

## Bevölkerung
Die Einwohnerzahl der Provinz Florida ist in den vergangenen drei Jahrzehnten um mehr als die Hälfte angestiegen:
| Jahr | Einwohner | Quelle       |
| ---- | --------- | ------------ |
| 1992 | 22 750    | Volkszählung |
| 2001 | 27 447    | Volkszählung |
| 2012 | 32 842    | Volkszählung |
| 2024 | 37 291    | Volkszählung |

Hauptstadt der Provinz ist die Stadt Samaipata mit 4.398 Einwohnern (Volkszählung 2012), der Anteil der städtischen Bevölkerung in der Provinz lag im Jahr 1992 bei 25,5 Prozent. 41,1 Prozent der Bevölkerung sind jünger als 15 Jahre (1992).
98,9 Prozent der Bevölkerung sprechen Spanisch, 10,9 Prozent Quechua, 1,0 Prozent Aymara, und 0,1 Prozent Guaraní (1992).
60,7 Prozent der Erwerbstätigen arbeiten in der Landwirtschaft, 0,2 Prozent im Bergbau, 5,1 Prozent in der Industrie, 34,0 Prozent im Dienstleistungssektor (2001).
90,1 Prozent der Einwohner sind katholisch, 8,2 Prozent sind evangelisch (1992).
65,6 Prozent der Bevölkerung haben keinen Zugang zu Elektrizität, 68,3 Prozent leben ohne sanitäre Einrichtung (1992).

## Gliederung
Die Provinz untergliedert sich laut der letzten Volkszählung von 2024 in die folgenden vier Municipios:
- 07-0901 Municipio Samaipata im östlichen Teil der Provinz mit 11.814 Einwohnern
- 07-0902 Municipio Pampa Grande im westlichen Teil der Provinz mit 9.650 Einwohnern
- 07-0903 Municipio Mairana im nördlichen Teil der Provinz mit 12.732 Einwohnern
- 07-0904 Municipio Quirusillas im südwestlichen Teil der Provinz mit 3.095 Einwohnern

## Ortschaften in der Provinz Florida
- Municipio Samaipata
  - Samaipata 4398 Einw. – San Juan del Rosario 317 Einw. – Achiras 286 Einw.

- Municipio Pampa Grande
  - Los Negros 3572 Einw. – Mataral 821 Einw. – Pampa Grande 770 Einw.

- Municipio Mairana
  - Mairana 6756 Einw.

- Municipio Quirusillas
  - Quirusillas 1539 Einw.